# 社會化
社會化或社教化（英語：Socialization）是广泛应用于社會學、社會心理學、人类学、政治学與教育學范畴的名詞，意指人类學習、继承各种社会规范、传统、意识形态等周遭的社会文化元素，並逐漸適應於其中的過程。對個人來說，社會化是學習同時扮演社會上不同的角色的過程。個人的社會化常受到地區文化的影響，且因個人的成長背景，社會化的過程、內容也會隨之改變。
在社會學中，該概念是指社會規範和意識形態內化的過程。社會化包括學習和教學，因此是“實現社會和文化連續性的手段”。
社會化與發展心理學密切相關。人類需要透過社會經驗學習其所在社群之文化以及謀求生存。
社會化本質上代表了整個生命過程中的整個學習過程，對成人和兒童的行為、信念和行動產生了核心影響。
社會化可能帶來正面的效果（對其所處社會而言），有時被稱為“道德”。個人觀點受社會共識影響，通常傾向於社會認為可以接受或“正常”的觀點。社會化僅對人類的信仰和行為提供了部分解釋，認為能動者（英語：agents，社會學術語）不是由環境預先確定的白板；科學研究提供證據表明，人們是由社會影響和基因共同塑造的。
遺傳研究表明，一個人的環境與其基因型相互作用，進而影響其行為產出。
促進社會化的社會組織包括學校、民間團體、家庭、青少年中心、教堂等社交場合；協助社交化的媒體包括雜誌、電影、電視等，因為它們傳播著一些大眾的文化價值。